# June Caprice
June Caprice (19 de novembro de 1895 - 9 de novembro de 1936) foi uma atriz de cinema estadunidense da era do cinema mudo. Atuou em 22 filmes entre 1916 e 1921.

## Biografia
Nascida Helen Elizabeth Lawson em Arlington, Massachusetts, começou sua carreira atuando em teatro, assinando contrato com a Fox Film em 1916.
Em 1916, o produtor William Fox procurava uma “segunda Mary Pickford”, e no verão daquele ano ele acreditou ter encontrado a mulher que seria a mais conhecida do cinema. 
Em 9 de julho de 1916, estreou na Academy of Music, na 14th Street, Manhattan, em Caprice of the Mountains. Um crítico do New York Times falou sobre ela: "she is young, pretty, graceful, petite, with an eloquence of gesture that augurs a bright future in the movies" (“ela é jovem, bonita, graciosa, pequena, com uma eloqüência do gesto que augura um futuro brilhante no cinema”).
Adotando seu nome de teatro, June Caprice, atuou em 16 filmes para a Fox, metade deles sob a direção de Harry F. Millarde. Os dois começaram um relacionamento e se casaram.
Em 1919, June Caprice assinou contrato com a Pathé, para trabalhar em 6 projetos; alguns desse filmes foram feitos no estúdio da Pathé de Nova Iorque. Seu último filme foi o seriado de ficção científica em 15 episódios The Sky Ranger (também conhecido como The Man Who Stole the Moon), em 1921.

## Retiro
Com o nascimento de sua filha June Elizabeth Millarde, em 1923, Caprice deixou o cinema. Acredita-se que ela tenha voltado a trabalhar no palco e como modelo, na década de 1920, aparecendo em calendários da Coca-Cola.
Em 1931 seu marido faleceu aos 45 anos, e Caprice morreu 5 anos depois, aos 40 anos, de um ataque cardíaco, em Los Angeles; ela tinha, também, um câncer. Foi sepultada no Forest Lawn Memorial Park Cemetery, em Glendale, Califórnia.
A filha de Caprice tinha 13 anos quando a mãe morreu, e foi criada pelos avós em Long Island, Nova Iorque. June Millarde se tornou uma “cover girl” sob o nome Toni Seven. A revista Time, em 17 de junho de 1949, reportou que ela era herdeira de uma fortuna de $3,000,000.

## Filmografia

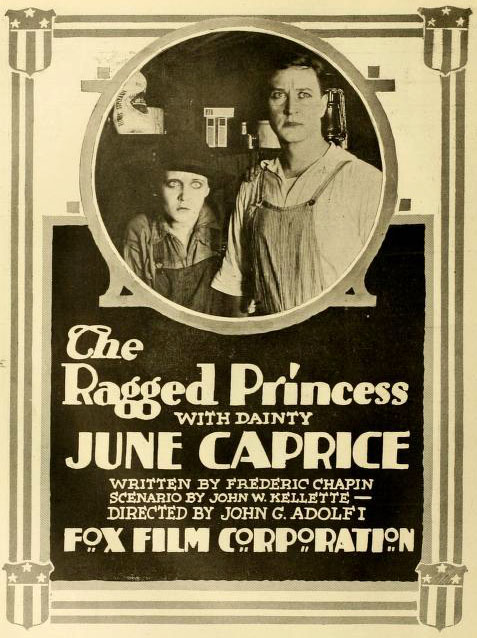
Cartaz do filme The Ragged Princess (1916)

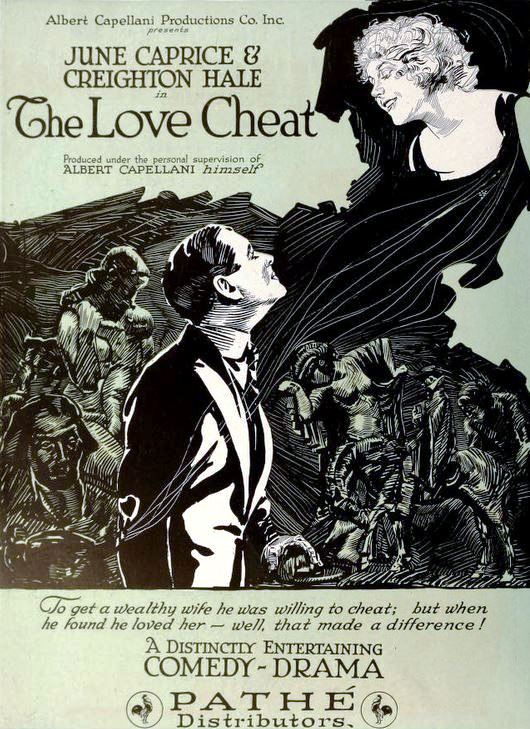
Cartaz do filme The Love Cheat (1919).

- Caprice of the Mountains (1916)
- Little Miss Happiness (1916)
- The Ragged Princess (1916)
- The Mischief Maker (1916)
- A Modern Cinderella (1917)
- A Child of the Wild (1917)
- The Small Town Girl (1917)
- Patsy (1917)
- Every Girl's Dream (1917)
- Miss U.S.A. (1917)
- Unknown 274 (1917)
- The Sunshine Maid (1917)
- The Heart of Romance (1918)
- A Camouflage Kiss (1918)
- Blue-Eyed Mary (1918)
- Miss Innocence (1918)
- Oh Boy! (1919)
- The Love Cheat (1919)
- A Damsel in Distress (1919)
- In Walked Mary (1920)
- Rogues and Romance (1920)
- The Sky Rager (1921)